# Reid Flair
Richard Reid Fliehr (Charlotte, 26 de febrero de 1988 - Charlotte, 29 de marzo de 2013) fue un  luchador profesional estadounidense, más conocido por su nombre en el ring como Reid Flair. Es conocido por haber sido el hijo de la leyenda Ric Flair.

## Carrera
Fliehr tuvo dos combates en la extinta empresa World Championship Wrestling (WCW). El primero fue el 4 de octubre de 1998, derrotando a la edad de 10 años a Eric Bischoff. El segundo fue el 12 de junio de 2000, haciendo equipo con su padre, Ric, perdiendo ante David Flair & Vince Russo.

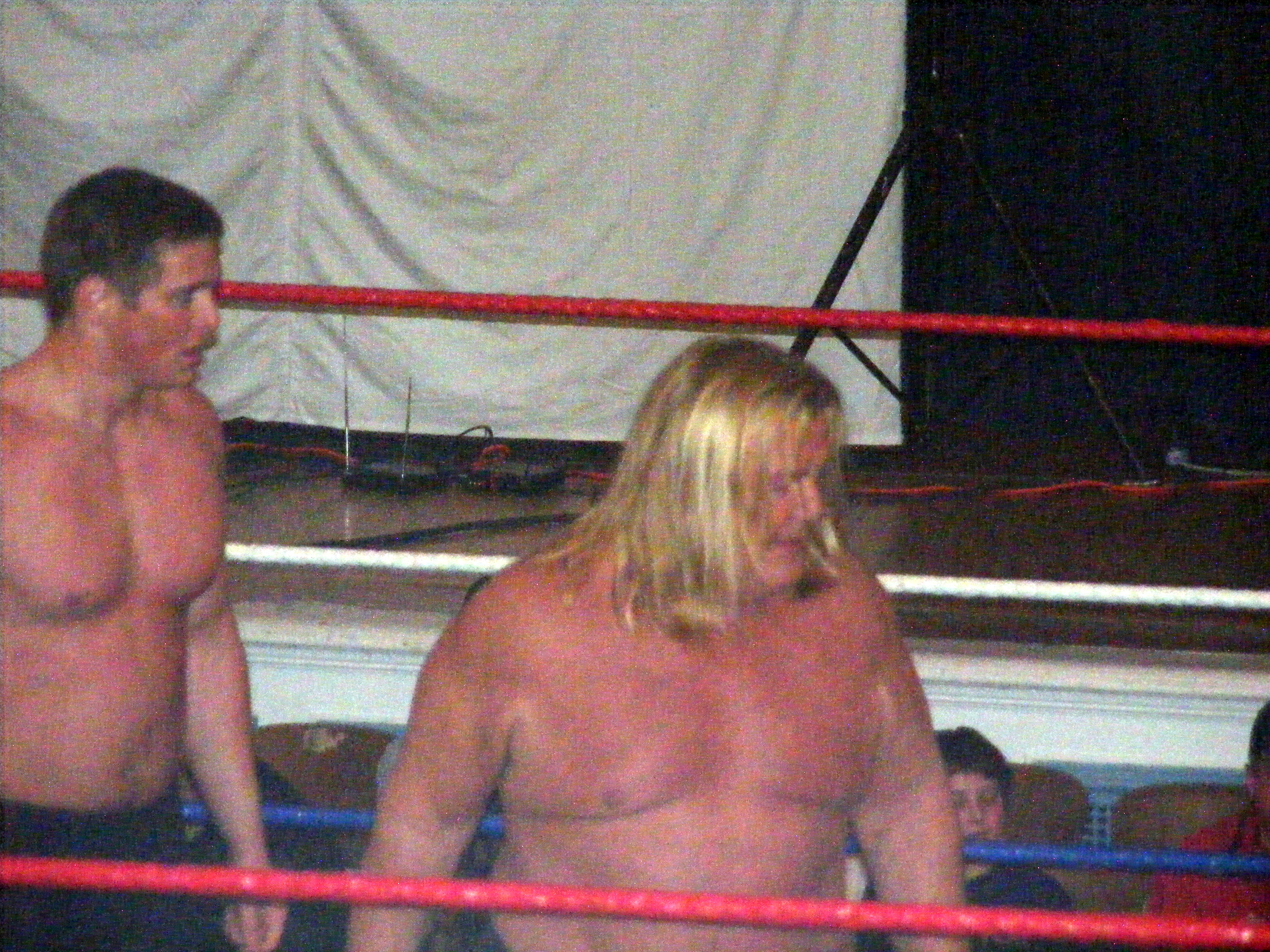
Flair in a tag team match with Greg Valentine.

Fliehr hizo una aparición el 29 de marzo de 2008, durante la ceremonia del WWE Hall of Fame, debido a que su padre era uno de los incluidos. Al día siguiente, apareció junto a su familia en WrestleMania XXIV en el combate de su padre contra Shawn Michaels. Hizo una aparición al día siguiente, durante el homenaje a su padre en Raw por su retiro.
A mediados de 2008 empezó a entrenar bajo la tutela de Harley Race. Debutó el 6 de diciembre de 2008 bajo el nombre de Reid Flair, hacienco equipo con su hermano David contra The Nasty Boys, derrotándoles, en un combate que tuvo a Hulk Hogan como árbitro.
El 11 de abril de 2009, él, su hermano David y Brad Anderson derrotaron a Jeff Lewis, C.W. Anderson & Masked Superstar en un evento de la NWA Charlotte. Tras un empate por una doble cuenta, la NWA le dio a Flair el Campeonato Heritage de la NWA, su primer campeonato. At NWA Charlotte's next show on May 25, however, Lewis was announced as the NWA Mid-Atlantic Heritage Champion, with no explanation given. El 2 de mayo, el anterior campeón Jeff Lewis fue anunciado como el campeón, sin dar ninguna explicación. En junio de 2010, se unió a George South Jr. en el The Anderson Brothers Classic 4 Tournament, ganando el torneo. En agosto debutó en la empresa Lucha Libre USA. Ese mismo mes participó en el torneo de la NWA Future Legends Tournament, perdiendo ante John Skyler en la semifinal. A finales de 2010, se informó de que había empezado a entrenar en la empresa japonesa All Japan Pro Wrestling. Tendría su primer combate en la empresa el 26 de enero de 2013, reemplazando a su padre, que estaba enfermo, en un combate junto a Keiji Mutoh, siendo derrotados por Seiya Sanada & Tatsumi Fujinami. Durante el mes de febrero, tuvo varios combates durante la gira Excite Series, casi todos en parejas y en la parte baja de la cartelera. El 15 de marzo, tuvo su primer combate individual en la empresa, forzando a Yasufumi Nakanoue a rendirse con la Figure Four Leglock. Flair regresó a los Estados Unidos después del evento de la AJPW el 17 de marzo.

## Vida personal
Fliehr nació en Charlotte, Carolina del Norte, y fue criado por sus padres, el exluchador profesional Ric Flair y su esposa, Elizabeth Fliehr. Fliehr es el menor de dos hermanos, ya que tiene una media hermana llamada Megan, un medio hermano llamado David, el cual también es luchador profesional, y una hermana mayor llamada Ashley.
Fliehr fue detenido el 23 de junio de 2007, por asalto y agresión, pero fue liberado tras pagar una fianza. El 4 de marzo de 2009, fue arrestado nuevamente, esta vez por conducir en estado de ebriedad en el Condado de Mecklenburg, Carolina del Norte, pero fue liberado tras pagar $1000 dólares fianza. Fliehr fue detenido otra vez el 26 de abril de 2009, después de estrellar su coche; la policía encontró heroína de alquitrán negro en su interior. También fue acusado de conducir en estado de ebriedad, conducir con una licencia revocada y por posesión de parafernalia de drogas, pero fue liberado tras pagar $15000 dólares de fianza.

## Muerte
Reid fue encontrado muerto en el Residence Inn en South Park el viernes 29 de marzo por la mañana. La causa de su muerte es el suicidio por sobredosis de drogas.

## Campeonatos y logros
- National Wrestling Alliance
  - The Anderson Brothers Classic 4 Tournament - con George South Jr.

- NWA Charlotte
  - NWA Mid-Atlantic Heritage Championship (1 vez)[20]